# چارلز دامبروزیو
چارلز دامبروزیو (انگلیسی: Charles D'Ambrosio؛ زادهٔ ۱ ژانویهٔ ۱۹۵۸) مقاله‌نویس و نویسنده داستان کوتاه اهل ایالات متحده آمریکا است.